# Acro Trip 頂尖惡路
《Acro Trip 頂尖惡路》是佐和田米创作的日本漫画作品，于2017年3月號至2023年1月號在集英社旗下Ribon連載。全12集電視動畫於2024年10月至12月播放。

## 剧情
在每天都能出现坏人的世界里，N縣奈仁賀市西区今天也发出了警报。在着急迅速放学的中学生中，伊达地图子只想看到自己喜欢的魔法少女战斗的姿态，她亲眼目睹了战斗，但是接下来被邪恶组织的人撞到了，然后她就堕入了深渊。
在便利店里被拉入邪恶组织时遇到了来便利店抢劫的坏人，魔法少女来救了她，但她因为太过高兴而差点晕过去。

## 登场人物
伊達地圖子（聲：伊藤美來）
本作主角。因為母親工作的關係四處搬家轉學，導致表面上對任何事物都不感興趣且冷漠，但實則為魔法少女-Berry Blossom的狂熱粉丝，在一次搬回奈仁賀市的祖父家時偶然遇到邪恶组织领导庫洛馬和Berry Blossom對決後，决定留在祖父家，并且人生徹底走上了不一樣的道路。
庫洛馬/ 玄實庫洛馬（聲：岛崎信长、永塚拓馬（小學生時期）、丸岡和佳奈（第9話小學生時期））
本作反派同時兼男主角。在奈仁賀市领导着邪恶组织-深淵，與魔法少女-Berry Blossom之間為宿敵，本身有變出熊熊怪人（聲：龜山雄慈）的超能力，看上女主地圖子對於戰術應用的天賦而開始纏上她。性格正直内心善良，擅长用语言来说服别人，外在看似冷靜但實際上卻是一個生活無法自理的廢柴，私下需要去便利商店打工以維持邪恶组织的運作。
本名為玄實庫洛馬。後期被揭露小時候是資優生，原本對未來感到迷惘，直到受同班友人-真島真摯郎的激勵下才決定以邪恶组织的領袖為志願。
Berry Blossom/乃莓佳壽（聲：水瀨祈）
本作的魔法少女，负责保卫奈仁賀市安全，对邪恶组织使用魔法，但是对普通的坏蛋仅仅使用物理手段。平日未變成魔法少女時只是一位戴眼鏡的普通女學生，喜欢帮助别人，性格也會比魔法少女狀態來的更加害羞。
比起击败庫洛馬更喜欢一起战斗的感觉。
真四郎/真嶋真摯郎（聲：河西健吾）
輔佐Berry Blossom的吉祥物，能開口說話，平常以乃莓飼養的寵物當掩飾一起行動。脖子上的鈴鐺有安裝隱藏攝影機，會將其利用來拍攝Berry Blossom和庫洛馬對決的所有畫面並寄到電視台播放，故事中因為庫洛馬的從中作梗之故，誤會地圖子是邪恶组织-深淵的參謀。
過去真實身份為人類，並和庫洛馬之間類似歡喜冤家般的存在，也是讓庫洛馬志願成為邪恶组织的領袖的元兇，後來兩位一同進了當地企業-大溝科技。在CEO大溝芭隆提出的搶旗決出領袖時，使用力量讓旗子顯現卻因控制不住而被庫洛馬保護從而使他拿到旗子，但庫洛馬卻表示這本應是真嶋所得而想讓出獲勝者位置，卻無心導致自身感覺自尊心大受打擊而濫用力量暴走傷害了庫洛馬，觸發了員工卡的懲罰機制而被懲罰變成吉祥物的模樣便落荒而逃，驚慌失措下被乃莓佳壽撿到而變成魔法少女的夥伴之一。
伊達翠京（聲：相馬康一）
地圖子的祖父。個性有些天然呆，爱好是下围棋，外觀看似瘦弱但實則卻是擁有八塊腹肌的猛男。曾在路上收留落魄的邪恶组织领导-庫洛馬，完全沒意識到自家地下室變成深淵的秘密基地。
大溝芭隆（聲：森久保祥太郎）
表面上是當地企業-大溝科技的創辦人兼CEO，實則為邪恶组织-深淵的幕後總帥。對於庫洛馬的所作所為基本上都知情但甚少出手干涉。經常掛在一張笑臉看似高深莫測但卻是一枚生活白痴。
修（聲：子安武人）
邪恶组织-深淵的幹部，也是真四郎和庫洛馬的前辈。
心亞（聲：花井美春）
大溝芭隆的女儿。
月（聲：澤城千春）
心亞的贴身管家。擅长缝纫。
地圖子的母親（聲：伊藤美紀）
因工作升职的关系，所以一般特别忙。
A子（聲：石見舞菜香）
西中學生，地圖子的同班同學，多次邀请地图子但一直遭到拒绝。
三條（聲：青木瑠璃子）
N縣奈仁賀市當地電視台NNTV的新聞主播。
余湖正宗（聲：岩澤俊樹）
西中學數學老師兼2A班導師，37歲，地圖子的父親，過去曾是伊達家的婿養子。

## 出版書籍
| 卷數 | 集英社        | 集英社                 | 尖端出版      | 尖端出版               |
| 卷數 | 發售日期      | ISBN                   | 發售日期      | ISBN                   |
| ---- | ------------- | ---------------------- | ------------- | ---------------------- |
| 1    | 2018年4月25日 | ISBN 978-4-08-867498-8 | 2025年3月20日 | ISBN 978-626-403-606-1 |
| 2    | 2019年4月25日 | ISBN 978-4-08-867546-6 | 2025年3月20日 | ISBN 978-626-403-617-7 |
| 3    | 2020年7月22日 | ISBN 978-4-08-867583-1 | 2025年5月2日  | ISBN 978-626-403-686-3 |
| 4    | 2022年2月25日 | ISBN 978-4-08-867667-8 | 2025年5月2日  | ISBN 978-626-403-727-3 |
| 5    | 2023年1月25日 | ISBN 978-4-08-867698-2 | 2025年5月21日 | ISBN 978-626-403-824-9 |

## 電視動畫
改編电视动画于2024年10月到12月播出。

### 製作人員
- 原作：佐和田米
- 導演：小竹步
- 劇本統籌：豬爪慎一
- 人物設定：川村敏江
- 道具設定：久保川繪梨子
- 美術總監：藤瀨智康
- 美術監督：川崎美和
- 色彩設計：長谷川美穗
- 攝影監督：木田健斗
- 編輯：柳圭介
- 音響監督：田中亮
- 音響製作：Ai Addiction（日语：Ai Addiction）
- 音樂：TECHNOBOYS PULCRAFT GREEN-FUND
- 音樂製作：國王唱片
- 動畫製作：Voil（日语：Voil）[4]

### 主題曲
片頭曲
演唱：水瀨祈，作詞：カノエラナ，作曲、編曲：白戶佑輔
片尾曲
演唱、作詞、作曲：，編曲：菊谷知樹

### 各話列表
| 話數 | 標題                              | 劇本     | 分鏡           | 演出               | 作畫監督                                                                                 | 總作畫監督     | 首播日期       |
| ---- | --------------------------------- | -------- | -------------- | ------------------ | ---------------------------------------------------------------------------------------- | -------------- | -------------- |
| #1   | 最初的相遇                        | 豬爪慎一 | 小竹步         | 小竹步、深瀨重     | 山中正博、宮西多麻子、袴田裕二、德田賢朗                                                 | 川村敏江       | 2024年 10月2日 |
| #2   | Go to邪惡之路                     | 豬爪慎一 | 後藤康德       | 後藤康德           | 袴田裕二、山中正博、宮西多麻子                                                           | 德田賢朗       | 10月9日        |
| #3   | 和偶像講電話                      | 井上美緒 | 蘆野芳晴       | 深瀨重、小野田雄亮 | 宮西多麻子、山本雄貴、八木元喜、瀧澤茉夕、袴田裕二、石川健朝、金貞林、呂貞旻、黃有璿     | 宮西多麻子     | 10月16日       |
| #4   | 全身濕透的下雨天                  | 白土夏海 | 石川健朝       | 石川健朝           | 石川健朝                                                                                 | 川村敏江、輪和 | 10月23日       |
| #5   | 未知的烏雲                        | 井上美緒 | 深瀨重         | 深瀨重             | 袴田裕二、山中正博、八木元喜、山本雄貴、西原碧海                                         | 德田賢朗       | 10月30日       |
| #6   | 魔法無法無天                      | 豬爪慎一 | 神志那弘志     | 小野田雄亮         | 八木元喜、袴田裕二、日向正樹、山本雄貴                                                   | 德田賢朗       | 11月6日        |
| #7   | 真嵨與玄寶                        | 白土夏海 | 鈴木薰、舞影   | 鈴木薰             | 袴田裕二、日向正樹、八木元喜、西原碧海                                                   | 德田賢朗       | 11月13日       |
| #8   | 找麻煩真心難                      | 豬爪慎一 | 後藤康德       | 後藤康德           | 八木元喜、袴田裕二、日向正樹                                                             | 德田賢朗       | 11月20日       |
| #9   | 想當帥氣的壞人 ワナビーイケてる悪 | 井上美緒 | 佐佐木憲世     | 岩田義彦           | 吉田隆也                                                                                 | 德田賢朗       | 11月27日       |
| #10  | 大人物來電                        | 白土夏海 | 高柳滋仁       | 高柳滋仁           | 石川健朝、袴田裕二、山本雄貴、高瀨健一                                                   | 德田賢朗       | 12月4日        |
| #11  | 偶遇的陌生人                      | 豬川慎一 | 村木一隆       | 深瀨重             | 金貞林、朴商鎬                                                                           | 宮西多麻子     | 12月11日       |
| #12  | 惡路遇見少女                      | 豬川慎一 | 盧野芳晴、信田 | 中野岡、小竹步     | 石川健朝、山本雄貴、竹田逸子、奧谷周子、山中正博、高瀨健一、堀澤聰志、秉岡祐美、西原碧海 | 德田賢朗       | 12月18日       |

### 播放平台
| 播放日期                | 播放時間（UTC+9）   | 播放電視台 | 播放地區 | 備註                   |
| ----------------------- | ------------------- | ---------- | -------- | ---------------------- |
| 2024年10月2日－12月18日 | 星期三 22:00－22:30 | TOKYO MX   | 東京都   | 參與製作               |
| 2024年10月3日－12月19日 | 星期四 0:30－1:00   | BS11       | 日本全域 | 參與製作/BS/BS4K放送   |
|                         | 星期四 23:00－23:30 | AT-X       | 日本全域 | CS放送/字幕放送/有重播 |

| 播映地區         | 播映平台              | 播映日期                | 播映時間              | 備註   |
| ---------------- | --------------------- | ----------------------- | --------------------- | ------ |
| 香港、澳門、台灣 | 巴哈姆特動畫瘋        | 2024年10月2日－12月11日 | 星期三 21:00（UTC+8） |        |
| 香港、澳門、台灣 | 回歸娛樂線（YouTube） | 2024年10月2日－12月11日 | 星期三 21:00（UTC+8） | [ 20 ] |
| 台灣             | 中華電信MOD           | 2024年10月2日－12月11日 | 星期三 21:00（UTC+8） |        |

### BD
| 卷數 | 發售日期     | 收錄話數     | 規格編號  |
| ---- | ------------ | ------------ | --------- |
| 1    | 2025年2月5日 | 第1話—第6話  | BIXA-1259 |
| 2    | 2025年4月2日 | 第7話—第12話 | BIXA-1260 |

## 外部連結
- 電視動畫「Acro Trip 頂尖惡路」官方網站（日語）
- 電視動畫「Acro Trip 頂尖惡路」官方的X（前Twitter）（日語）